# Straconka (potok)
Straconka – potok, dopływ Białej. Wypływa ze źródła na wysokości około 680 m na zachodnich stokach grzbietu opadającego od Gaików do przełęczy Przegibek w Beskidzie Małym. Spływa przez porośnięte lasem obszary Beskidu Małego (Grupa Magurki Wilkowickiej), przecina zabudowane obszary najwyżej położonych części Straconki (dzielnica Bielska-Białej), na krótkim odcinku znów spływa przez las wzdłuż drogi z Bielska-Białej na przełęcz Przegibek i ponownie wypływa na zabudowane obszary Straconki. Z lewej strony uchodzi tutaj do niej jej największy dopływ – potok Mraźnica. Od tego miejsca Straconka płynie już cały czas przez obszary zabudowane, początkowo w kierunku północno-zachodnim, później łukowato zakręca na południowy zachód i w centrum Bielska-Białej (w dzielnicy Leszczyny) uchodzi do Białej jako jej prawy dopływ. Następuje to na wysokości 338 m.
Straconkę przekracza jazem zielony szlak turystyczny z Bielska Białej do Schroniska PTTK na Magurce Wilkowickiej. Około 100 m powyżej jazu na Straconce znajduje się dostarczające smacznej wody źródło Straceńska Woda.
Ze Straconki pobierana jest woda dla potrzeb Bielska-Białej. Jej ujęcie znajduje się za dwoma jazami (jeden na Straconce, drugi na Mraźnicy). Budowę wodociągu ukończono w 1901 r. W latach 60. XX wieku uregulowano hydrotechnicznie koryto Straconki, co zabezpieczyło dzielnicę Straconka przed częstymi przedtem wylewami potoku.